# Pachytriton brevipes
Pachytriton brevipes är en groddjursart som först beskrevs av Sauvage 1876.  Pachytriton brevipes ingår i släktet Pachytriton och familjen vattensalamandrar. IUCN kategoriserar arten globalt som livskraftig. Inga underarter finns listade i Catalogue of Life.